# Tsubo

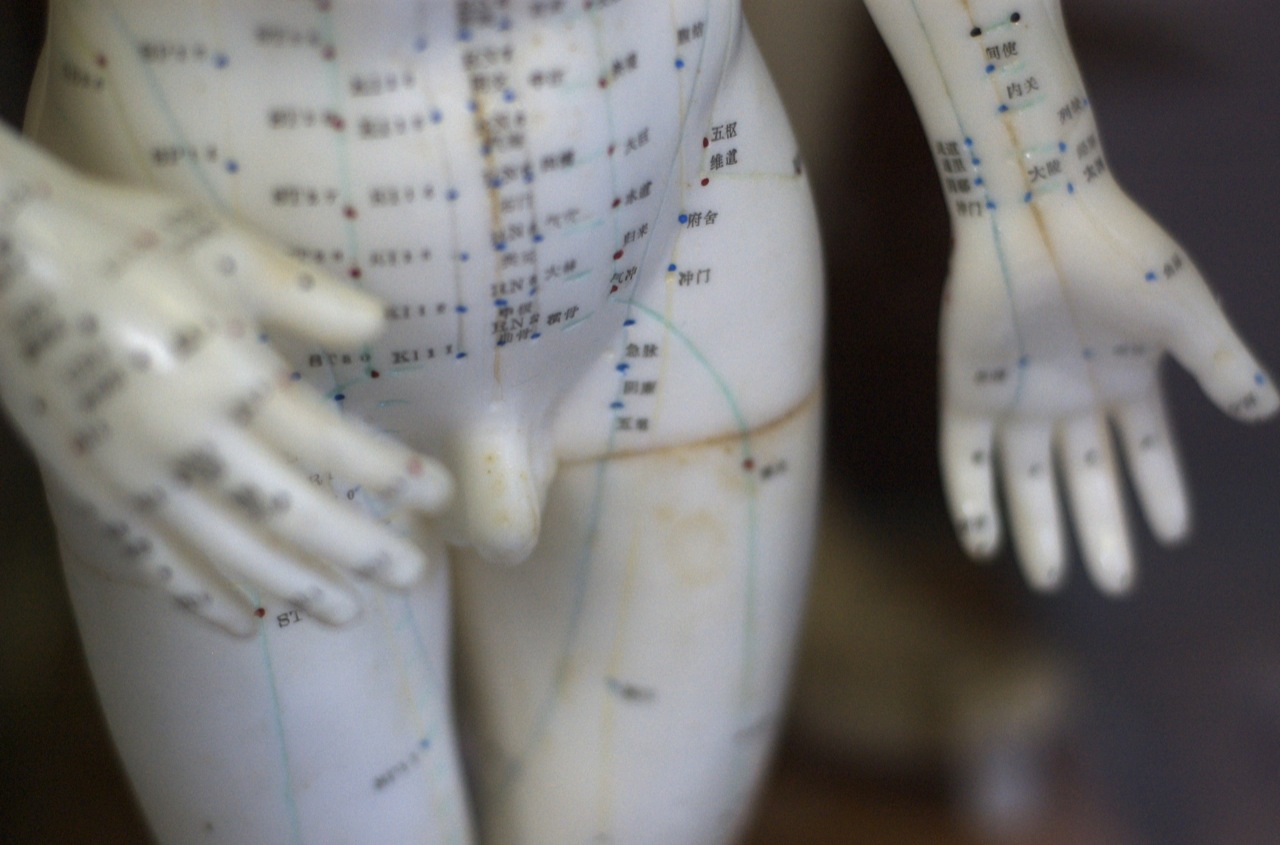
Mappa di alcuni punti energetici situati sulla superficie del corpo umano

Nella medicina tradizionale cinese gli xue wei (in giapponese tsubo) sono 361 punti del derma su particolari linee energetiche chiamate meridiani, attraverso le quali è possibile accedere al sistema energetico di ogni individuo mediante una particolare sollecitazione con aghi nell'agopuntura o con la pressione manuale nello shiatsu.
Ogni tsubo possiede un nome che ne specifica una caratteristica e/o la localizzazione anatomica: "piccola residenza", "alloggio dell'energia", "cancello inferiore" ecc. Ciascuno di essi è collegato attraverso il sistema neurovegetativo a uno o più organi interni.
Attraverso la stimolazione di ciascuno tsubo mediante aghi, pressioni o moxa, è possibile ottenere effetti terapeutici e/o antalgici, anche immediati, sull'organo o gli organi ad esso collegato. Risultati rilevanti si possono avere in particolare su problemi alla testa, allo stomaco o alla schiena.
Una mappatura degli tsubo con i relativi effetti è nel testo Tsubo di Katsusuke Serizawa.

## Nella cultura di massa
- Nell'universo immaginario di Naruto, ogni individuo possiede 361 punti "di fuga", tramite i quali si può controllare il flusso del chakra, l'energia presente in ogni persona.
- Nell'universo di Ken il guerriero, coloro che praticano le micidiali arti marziali "Hokuto Shinken" e "Hokuto Ryuuken" sconfiggono i loro avversari colpendo i punti di pressione per far esplodere gli avversari.
- In Hunter × Hunter, gli shouko vengono paragonati agli tsubo.